# Virieu-le-Grand
Virieu-le-Grand är en kommun i departementet Ain i regionen Auvergne-Rhône-Alpes i östra Frankrike. Kommunen ligger  i kantonen Virieu-le-Grand som ligger i arrondissementet Belley. Kommunens areal är 12,55 km². År 2022 hade Virieu-le-Grand 1 110 invånare.

## Befolkningsutveckling
Antalet invånare i kommunen Virieu-le-Grand
Referens: INSEE